# Bun (Hautes-Pyrénées)
Bun ist eine französische Gemeinde mit 153 Einwohnern (Stand 1. Januar 2022) im 
Département Hautes-Pyrénées in der Region Okzitanien. Sie gehört zum Kanton La Vallée des Gaves und zum Arrondissement Argelès-Gazost.
Nachbargemeinden sind Gaillagos im Nordwesten, Arcizans-Dessus im Norden, Arras-en-Lavedan im Nordosten, Sireix im Osten, Estaing im Süden und Aucun im Westen.
An der nördlichen Gemeindegrenze verläuft der Fluss Gave d’Azun, im Osten sein Zufluss Gave d’Estaing.

## Bevölkerungsentwicklung
| Jahr                      | 1962 | 1968 | 1975 | 1982 | 1990 | 1999 | 2008 | 2016 |
| ------------------------- | ---- | ---- | ---- | ---- | ---- | ---- | ---- | ---- |
| Einwohner                 | 123  | 126  | 113  | 105  | 101  | 108  | 132  | 140  |
| Quelle: Cassini und INSEE |      |      |      |      |      |      |      |      |